# Tadeusz Leszczyc
Tadeusz Leszczyc wł. Tadeusz Kopacz (ur. 9 września 1885 w Krakowie, zm. 17 marca 1951 tamże) – polski aktor i reżyser teatralny, dyrektor teatrów oraz urzędnik.

## Życiorys
Studiował w Wyższej Szkole Technicznej we Wiedniu, a także uczył się w tym mieście aktorstwa (1905-1909). W tych latach prawdopodobnie był paryskim korespondentem czasopisma "Scena i Sztuka" (1908, jako Tadeusz Leszczyc), a następnie był członkiem amatorskiego zespołu teatralnego w Przemyślu (1912, pod nazwiskiem Kopacz). Następnie występował w Teatrze Ludowym w Krakowie (1912-1914), w zespole objazdowym Dante Baranowskiego (1915), Teatrze Miejskim we Lwowie (1915-1918) oraz Teatrze im. Juliusza Słowackiego w Krakowie (1918-1919). Lata 1920-1924 spędził w Łodzi, gdzie pracował jako aktor i reżyser, wykładał w tamtejszej Szkole Dramatycznej oraz kierował zespołem Scena Robotnicza.
W sezonie 1924/1925 najprawdopodobniej ponownie występował w Teatrze im. Juliusza Słowackiego w Krakowie, a w latach 1925-1928 pracował głównie w Warszawie (Teatr Komedia 1925, Teatr Niezależny 1926, teatr Mignon 1926-1927, Teatr Praski 1927-1928, gdzie także reżyserował). Ok. 1930 roku najprawdopodobniej kierował własnym zespołem objazdowym, a w latach 1933-1936 - występował w Teatrach Miejskich we Lwowie. Od 1936 roku przebywał w Płocku, gdzie najpierw kierował tamtejszym teatrem, a w latach II wojny światowej pracował jako urzędnik. Po zakończeniu walk powrócił do funckji dyrektora teatru. Zajmował się - wraz z żoną, aktorką Marią Leszczyc - odbudową życia teatralnego w tym mieście, m.in. reżyserując w 1945 roku sztukę pt. "Partyzant" Wacława Ćwika, wystawioną przez sekcję teatralną Związku Walki Młodych. Następnie był kierownikiem wydziału kultury Urzędu Wojewódzkiego Warszawskiego, mającego wówczas tymczasową siedzibę w Pruszkowie.